# Anna Karénine (film, 1935)
Pour les articles homonymes, voir Anna Karénine (homonymie).
Pour plus de détails, voir Fiche technique et Distribution.

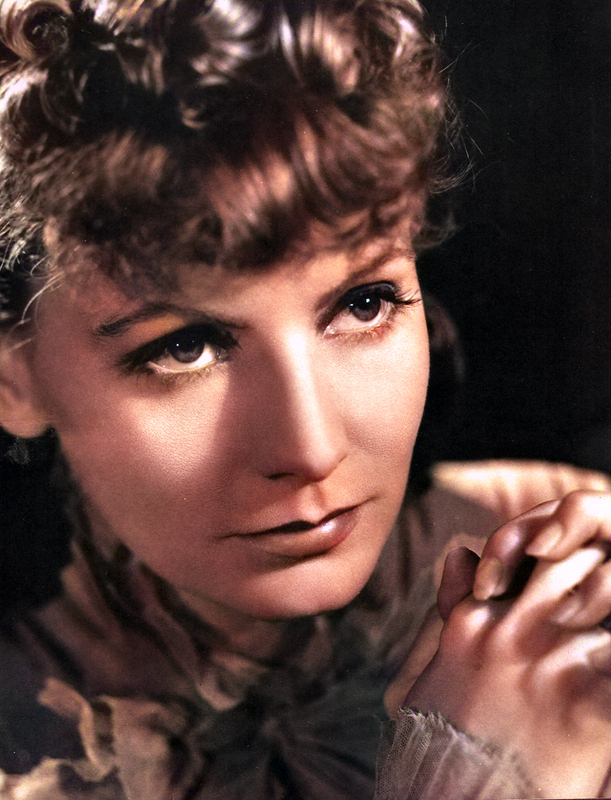
Greta Garbo

Anna Karénine (Anna Karenina), (1935) est un film américain de Clarence Brown, d'après Anna Karénine de Léon Tolstoï.

## Synopsis
Dans l'Empire russe de la seconde moitié du XIXe siècle, Anna Karénine, épouse d'un lugubre notable dirigiste et glacial, n'a pour seule source d'affection que son jeune garçon, Sergeï. Cet amour fusionnel, la respectabilité de son rang, le confort matériel et la chaleur de ses proches ne lui suffisent pourtant pas. Elle finit par céder aux avances d'un jeune cavalier fougueux, le colonel Vronsky. 
Cette idylle notoire provoque un véritable scandale : bien que les deux amants tentent de vivre leur passion, Vronsky met en péril sa carrière et Anna se voit chassée de la maison Karénine et, torture pour elle, on lui interdit de voir son enfant. Les premiers feux de cet amour s'estompant chez le jeune homme qui s'ennuie loin de la vie militaire, Anna comprend la gravité de son erreur : elle a perdu sa réputation, l'amour de celui pour qui elle avait tout sacrifié et son fils. Vronsky promis à une autre, Sergeï tenu hors de sa portée, Anna Karénine a été victime de ses sentiments dans une société de conventions. Devant ce terrible constat d'échec, la seule échappatoire pour l'héroîne est la mort : elle se jette sous les roues d'un train, à l'endroit même où elle vit Vronsky la première fois.

## Fiche technique
- Titre : Anna Karénine
- Titre original : Anna Karenina
- Réalisation : Clarence Brown
- Production : David O. Selznick
- Société de production : Metro-Goldwyn-Mayer
- Scénario et dialogues : Clemence Dane, Salka Viertel et S. N. Behrman d'après le roman Anna Karénine de Léon Tolstoï
- Photographie : William H. Daniels
- Montage : Robert Kern
- Musique : Herbert Stothart
- Décors : Cedric Gibbons
- Costumes : Adrian
- Directeur artistique : Cedric Gibbons
- Distribution : Metro-Goldwyn-Mayer
- Pays de production : États-Unis
- Genre : Drame
- Format : noir et blanc - Son : Mono (Western Electric Sound System)
- Durée : 95 minutes
- Date de sortie : 
  - États-Unis : 30 août 1935
  - France : 8 janvier 1936

## Distribution
- Greta Garbo : Anna Karénine
- Fredric March : Vronsky
- Maureen O'Sullivan : Kitty
- May Robson : Comtesse Vronsky
- Constance Collier : Comtesse Lidia
- Reginald Owen : Stiva
- Freddie Bartholomew : Serge Karénine
- Basil Rathbone : Alexis Karénine
- Reginald Denny : Yashin
- Phoebe Foster : Dolly
- Mary Forbes : Princesse Sorokina
- Harry Beresford : Matve
- Sarah Padden : Gouvernante
- Harry Allen : Cord

Acteurs non crédités
- André Cheron : Attaché d'ambassade
- Davison Clark : Chef de gare
- Gino Corrado : Serveur
- Carrie Daumery : Vieille dame malade
- Helen Freeman : Barbara
- Mahlon Hamilton : Colonel
- Barry Norton : Prétendant de Kitty
- Georges Renavent : Attaché d'ambassade
- Larry Steers : Officier au banquet
- Robert Warwick : Colonel

## Autour du film
Il s'agit de la seconde fois que Greta Garbo interprète l'héroïne de Tolstoï à l'écran. Elle l'a déjà fait dans Anna Karénine, film muet dont elle partageait l'affiche avec John Gilbert ; ils formaient l'un des couples les plus célèbres du Hollywood des années 1920, à la ville comme à l'écran. Tout comme la version de 1927, celle de 1935 est saluée par la presse et les critiques de l'époque.